# Luigi Dottesio

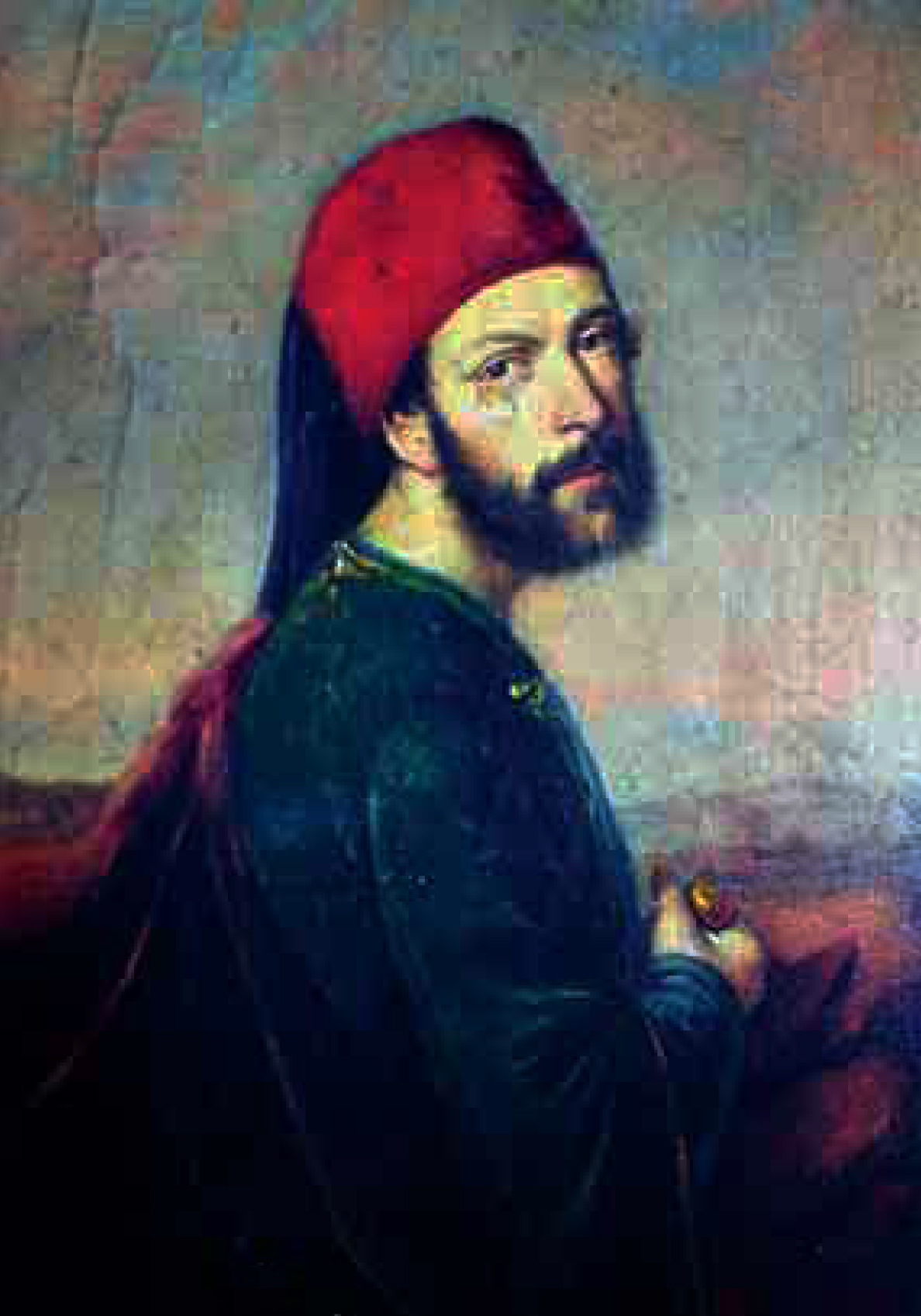
Vorgebliches Porträt Luigi Dottesios eines ungenannten Künstlers

Luigi Dottesio (* 14. Januar 1814 in Como; † 11. Oktober 1851 in Venedig) war ein italienischer Patriot, Revolutionär und Major.

## Leben
Luigi war Sohn des Carlo und dessen Ehefrau Antonietta Casartelli. Die bescheidenen Verhältnisse seiner Familie aus der unteren Mittelschicht, in der sein Vater Weber war, erlaubten es ihm nicht, über die ersten Klassen der Grundschule hinaus zu lernen. Dennoch gelang es ihm, eine gute Ausbildung zu erhalten, die auch durch die Möglichkeit, einen kostenlosen Deutschkurs am kaiserlichen Regio Liceo, dem heutigen Liceo Classico Alessandro Volta in Como, zu besuchen, gefördert wurde. Er setzte sich sofort für das Wohl seiner Stadt ein und tat im Jahr 1836 sein Möglichstes, um der von einer Cholera-Epidemie betroffenen Bevölkerung zu helfen; als Belohnung gab ihm die Stadtverwaltung eine Stelle als stellvertretender Stadtsekretär und ernannte ihn im Jahr 1838 dazu, die Stadt bei der Krönung von Kaiser Ferdinand I. in der alten Tracht eines Herolds zu vertreten.

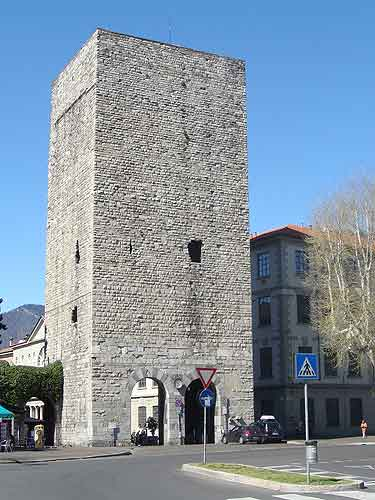
Porta Torre in Como, dabei war die Apotheke von Francesco Bonizzoni.

In diesen Jahren wurde er zu einem glühenden Verfechter des Risorgimentos und verkehrte auch in den patriotischen Kreisen von Como, wo er mit Marquis G. Raimondi in Kontakt kam und die Apotheke von Luigi Bonizzoni, die sich in einem Säulengang in der Nähe der Porta Torre befand und deren Hinterzimmer als Treffpunkt für die örtliche Jugend genutzt wurde, in der die Abneigung gegen die österreichische Herrschaft noch stärker ausgeprägt war und der Wunsch, die aufständischen Predigten Mazzinis in die Tat umzusetzen, noch glühender. Bei diesen Treffen lernte er Alessandro Repetti kennen, der 1844 die Tipografia Elvetica in Capolago gekauft hatte, einen bekannten Tessiner Verlag, der der demokratischen Sache diente, und ging mit ihm ins Geschäft, indem er den Schmuggel und den Verkauf von Propagandamaterial in Como leitete, was ihm durch seine Rolle als Gemeindesekretär erleichtert wurde, und sogar so weit ging, dass er in seinem Büro ein kleines geheimes Lager einrichtete. Neben diesen gefährlichen Tätigkeiten arbeitete Dottesio gelegentlich auch als Schriftsteller: Im Jahr 1847 veröffentlichte er den Band Notizie biografiche degli illustri comaschi, gefolgt von einem Dossier über den Podestà Tommaso Perti und schließlich im Jahr 1848 von einer Broschüre mit dem Titel Il vescovo di Como, in der er gegen den larianischen Bischof Monsignore Carlo Romanò wetterte, dem er vorwarf, ein ignoranter und anmaßender Priester, ein Freund Österreichs und ein Gegner liberaler Prinzipien zu sein. Einigen zufolge war er auch der Schöpfer der Broschürenreihe Documenti per la Guerra Santa d’Italia, die als das wichtigste patriotische Verlagsunternehmen, das während der gesamten Periode des Risorgimento mit einem bestimmten Design veröffentlicht wurde, definiert wurde.
Er war sehr aktiv in der Verbreitung von anti-österreichischen und Giuseppe-Mazzini-inspirierten Pamphleten, vor und nach 1848. Als die Nachricht vom Mailänder Aufstand 1848 nach Como gelangte, schloss sich Dottesio den Freiwilligen an, die an den Mailänder Fünf Tagen teilnahmen, und erhielt den Rang eines Hauptmanns der lombardischen Nationalgarde. Nach einigen Tagen der Pattsituation gelang es den Revolutionären von Como, die Österreicher relativ unblutig zu vertreiben. Dies ermöglichte die Bildung eines Freiwilligenkorps, das sich nach Mailand begab, um sich dem dort gebildeten Corpi Franchi anzuschließen; die Comaschi kamen jedoch erst an, als die Stadt bereits befreit war. Die provisorische Mailänder Regierung organisierte sie zu den Corpi Volontari Lombardi um und schickte sie gegen die sich zurückziehenden österreichischen Truppen im Osten; die Expeditionen waren in Bezug auf Bewaffnung und Unterstützung schlecht organisiert und erzielten kaum Erfolge. In diesem Zusammenhang erhielt Dottesio den Rang eines Majors, der Verbindungsaufgaben zwischen den Kämpfern und dem Generalkommando wahrnahm.

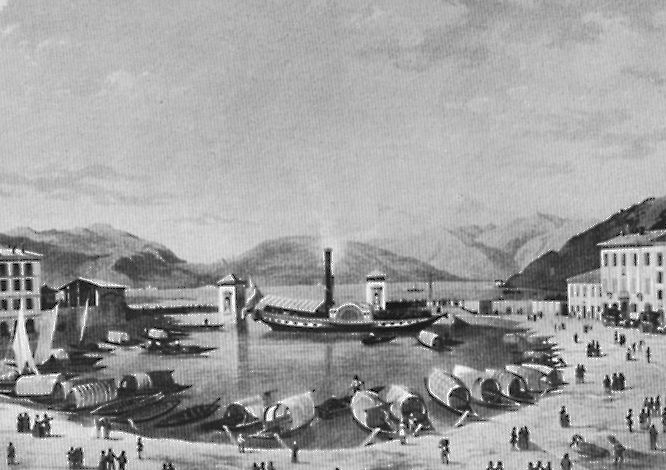
Der Hafen von Como in einem Druck aus der Mitte des 19. Jahrhunderts.

Zurück in Como, trat er im Mai in die Nationalgarde ein, in der er jedoch nur den Rang eines Hauptmanns erreichte und mit dem Generalstab, insbesondere mit Antonio Arcioni, zusammenarbeitete. Als die Österreicher am 10. August, nach dem Waffenstillstand von Salasco, zurückkehrten, floh er zunächst ins Piemont und später nach Capolago. Im Jahr 1849 setzte Dottesio trotz der Misserfolge des Kriegszuges seine anti-österreichische Propaganda fort und versuchte weiterhin, als Hauptmann der Nationalgarde zu den militärischen Operationen beizutragen. Als der Krieg im März 1849 wieder aufflammte, heizte er den Partisanenkampf weiter an, weshalb am 20. April ein Haftbefehl der Provinzdelegation von Como gegen ihn erlassen wurde.
So war er gezwungen, Como zu verlassen und in den Kanton Tessin zu flüchten, zusammen mit seinen Freunden, die bereits auf helvetischem Boden Zuflucht gefunden hatten. Im September wurde seine Verhaftung aufgehoben, so dass er nach Como zurückkehren konnte. Aufgrund seiner revolutionären Vergangenheit konnte Dottesio seinen Posten als stellvertretender Gemeindesekretär nicht wiedererlangen und beschloss, vielleicht aus diesem Grund, im Geheimen für die Tipografia Elvetica zu arbeiten, obwohl er offiziell das Vermögen von Bonizzoni verwaltete. Im Hinblick auf einen neuen Aufstandsversuch unternahm Dottesio zwischen Januar und August 1850 zwei Reisen nach Verona, um Kontakte zu lokalen patriotischen Gruppen zu knüpfen und ein Komitee zu bilden, das mit den Zentren in Mailand und Lugano in Verbindung treten konnte.
Am 12. Januar 1851 sollte die Hochzeit zwischen Dottesio und Bonizzoni in Capolago stattfinden. Da dieser jedoch nicht über die für den Grenzübertritt erforderlichen Dokumente verfügte, verließ er sich darauf, mit dem Schwager von Alessandro Repetti, der einen regulären Pass besaß, den Kanton Tessin erreichen zu können. Nach einer langen Wartezeit in Mendrisio beschloss Dottesio aus Sorge über die Verzögerung, zunächst nach Capolago und dann nach Maslianico zu fahren. Beim Grenzübertritt wurde er von der Gendarmerie angehalten und festgenommen, weil er im Besitz abgelaufener Dokumente und kompromittierender Papiere war. Wie ein erfahrener Schmuggler das Risiko eingehen konnte, mit schädlichem Material die Grenze zu überqueren, wurde nie geklärt; es gibt drei Hypothesen dazu: einige glauben, dass er in seiner Aufregung die Papiere vergessen hatte, andere, dass er vom Sekretär der Druckerei, Luigi Daelli, ehemaliger Buchhalter des pro-österreichischen Bischofs Carlo Romanò, und nach Angaben des genuesischen Polizeipräsidiums ein österreichischer Spion, verraten wurde; wieder andere, dass es der Brescianer L. Mazzoldi, ein Gazetteer von Carlo Romanò, war, der ihn verriet. Mazzoldi, ein italienischer Gazetteer im Dienste Österreichs. Die Hypothese des Verrats ist jedoch nach dem derzeitigen Stand der Dokumentation weniger überzeugend als der bloße Zufall. Dottesio, der in das Gefängnis von Como gebracht wurde, blieb ruhig, da er von der Loyalität der Zeugen aus Como überzeugt war, die in der Tat nicht gegen ihn aussagten. Um Zeit zu gewinnen, versuchte er, die Ermittlungen abzulenken, indem er die österreichischen Wachen auf die Suche nach einem gewissen Forni schickte, einem Antiösterreicher, ein Pseudonym, das Dottesio selbst in Mailand benutzt hatte. Nach einigen Tagen, als er sich in Sicherheit wähnte, verzichtete er sogar auf einen von seinen Kollaborateuren organisierten Fluchtversuch.
Im Juli wurde er nach Venedig überstellt und musste zahlreiche Verhöre über sich ergehen lassen. Er nannte jedoch keine Namen und lehnte wiederholte Angebote zur Straffreiheit im Gegenzug für seine Kooperation ab, sondern gab nur die Umstände zu, die er aufgrund der erdrückenden Beweislage nicht leugnen konnte. In denselben Tagen wurde jedoch auch der Arzt Paolo Flora verhört. Am 5. September wurde er schließlich zum Tode durch den Galgen verurteilt; alle Versuche Perlasca Bonizzonis, ihn zu begnadigen, blieben erfolglos, da Österreich mit seinem Tod zumindest drei wichtige Ziele erreicht hätte: die venezianische Verschwörung durch ein exemplarisches Urteil zu blockieren, die Tipografgia Elvetica durch die Aufstellung eines symbolischen Galgens vor Capolago zu warnen und die Schweizer Behörden zu weniger Gastfreundschaft gegenüber den Exilanten zu bewegen. Im Morgengrauen des 11. Oktober 1851 wurde Luigi Dottesio auf dem Campo di Marte in Venedig zum Galgen geführt. Der Scharfrichter, der eigens aus Graz angereist war.